# Pierre Cavalli
Pierre Cavalli (Zürich, 12 juli 1928 – aldaar, 28 maart 1985) was een Zwitserse jazzgitarist.

## Biografie
Cavalli had reeds als kind vioolles en wisselde op 15-jarige leeftijd naar de gitaar. Hij ontdekte spoedig de modernjazz. Met het Swiss All Star Bebop Team nam hij in 1948 deel aan het eerste internationale jazzfestival in Nice. Daarna werkte hij bij Fred Böhler, bij Hazy Osterwald en bij Kurt Edelhagen. In 1953 verhuisde hij naar Parijs, waar hij een eigen trio leidde. Hij speelde bij Art Simmons en was ook als studiomuzikant voor Quincy Jones (Et voilà!, 1957) en Michel Legrand werkzaam. Friedrich Gulda haalde hem in zijn Euro Big Band.
Met zijn trio ondernam Cavalli gastspelreizen in de Verenigde Staten en de Sovjet-Unie. Begin jaren 1960 speelde hij bij Stéphane Grappelli. Daarna keerde hij terug naar Zwitserland, waar hij als solist werkte met de DRS Big Band en opnam met Dennis Armitage. Hij werkte ook met Hans Koller (International Jazz Workshop, 1964) en Ingfried Hoffmann en verbleef een jaar in Brazilië. Hij werkte in eigen kleine formaties en als studiomuzikant (vanaf 1971 in Zürich). Hij componeerde ook voor Franse tv-films. Samen met Thomas Moeckel, Markus Plattner en Roberto Bossard formeerde hij in 1983 de band Guitar Summit, die bestond uit vier gitaristen plus ritmesectie.

## Privéleven en overlijden
Hij was getrouwd met Nanda van Bergen, die ook met hem optrad als zangeres. Pierre Cavalli overleed in maart 1985 op 56-jarige leeftijd.

## Discografie
- 1962: Stephane Grappelli: Django (Barclay)
- 1964: Swiss All Stars (Ex Libris)
- 1969: Wolfgang Dauner: The Oimels (MPS Records)
- 1972-1974: DRS Big Band: Tour de swing (CH Record)
- 1975: Emphasis (Pick, met Renato Anselmi, Fernando Vicencio, Nick Liebmann, Curt Treier)
- 1983: Bert Campbell: Romantische Melodien, (Pierre Cavalli), (Curt Treier), (Corema Records)